# Tropidion supernotatum
Tropidion supernotatum là một loài bọ cánh cứng trong họ Cerambycidae.